# Pro Argovia
Pro Argovia ist eine private Kulturstiftung im Kanton Aargau zur Förderung von Kultur und Wissenschaft.
Gegründet wurde sie 1952 aus Anlass des 150-jährigen Bestehens der Kantonsschule Aarau. Die Stiftung bezweckt, bestehendes, traditionelles und vor allem zeitgenössisches Kulturgut in allen Gegenden des Kantons den Menschen näherzubringen und das Verständnis für die Kulturförderung als politische Notwendigkeit zu fördern.
Die Stiftung hat sich insbesondere für die Verankerung eines Kulturartikels in der Aargauer Kantonsverfassung und für die entsprechende Gesetzgebung eingesetzt. Das Kulturgesetz wurde 1968 vom Aargauer Volk angenommen.
Die Stiftung initiiert Projekte, die eine nachhaltige Wirkung versprechen – das von ihr mitbegründete Stapferhaus (benannt nach Philipp Albert Stapfer) ist ein Beispiel dafür. Mit ihren punktuellen Aktivitäten will die Pro Argovia bewusst Schwerpunkte setzen, Lücken schliessen und auf Bedürfnisse antworten. Dabei konzentriert sie sich auf das zeitgenössische Kulturschaffen. Sie fördert die Aargauer Kultur mit den drei Förderinstrumenten Pro Argovia Artists, Pro Argovia Experiment und Pro Argovia Kaktus. Zudem organisiert sie mit dem Gefäss Pro Kul Aargau öffentliche Diskussionsveranstaltungen zu Kulturfragen. Daneben prämiert die Stiftung jährlich qualitativ besonders gute Maturaarbeiten der aargauischen Gymnasien. Das Präsidium führt Lukas Renckly (Kulturmanager).
2017 wurde das Lobbying von Pro Argovia gegen Sparmassnahmen im Kulturbereich von verschiedenen politischen Lagern unterschiedlich aufgenommen.